# 22 oktober
22 oktober is de 295ste dag van het jaar (296ste dag in een schrikkeljaar) in de gregoriaanse kalender. Hierna volgen nog 70 dagen tot het einde van het jaar.

## Gebeurtenissen
- Algemeen
  - 362 - Het kolossale standbeeld van Apollo (gemaakt van goud) en zijn tempel, gelegen buiten Antiochië (Syria), worden door een mysterieus vuur verwoest.
  - 1934 - De beruchte bankrover Charles Arthur "Pretty Boy" Floyd wordt neergeschoten door FBI-agenten in East Liverpool.[1]
  - 2012 - Door een bomexplosie bij de gevangenis van Johannesburg in Zuid-Afrika komen minstens twee gevangenen om het leven.
- Kunst en cultuur
  - 1964 - Aan Jean-Paul Sartre wordt de Nobelprijs voor literatuur toegekend, maar hij weigert deze in ontvangst te nemen.[1]
  - 1964 - Première van de literaire cabaretvoorstelling Shaffy Chantant met onder meer Ramses Shaffy en Liesbeth List.[2]
  - 2007 - De Elleboogkerk in Amersfoort, met daarin het Armando Museum, wordt door brand verwoest.
- Media
  - 2004 - Televisiezender ABC begint met het uitzenden van de televisieserie Lost.[1]
- Muziek
  - 1960 - In Amsterdam vindt in het Concertgebouw het eerste Grand Gala Du Disque plaats. Willi Alberti is de eerste Nederlandse artiest die een Edison krijgt uitgereikt.[2]
  - 2003 - Gitarist en frontman Ben Moody van de Amerikaanse rockgroep Evanescense stapt tijdens een Europese tournee uit de groep vanwege creatieve meningsverschillen met zangeres Amy Lee.[2]
- Oorlog
  - 180 - Keizer Commodus sluit een vredesverdrag met de Marcomannen. Bohemen en Moravië worden ingelijfd, na veertien jaar oorlog tegen de Germaanse stammen aan de Donaugrens (Limes) keert hij in een triomftocht terug in Rome.
  - 1990 - In Rwanda zijn de rebellen die in opstand zijn gekomen tegen de regering bereid tot een wapenstilstand.
- Politiek
  - 1953 - Laos wordt onafhankelijk van Frankrijk.[1]
  - 1991 - Kosovo roept eenzijdig de onafhankelijkheid uit. De internationale gemeenschap, op Albanië na, erkent de zelfstandigheid van de Servische provincie niet.
  - 1993 - Tsjadische veiligheidstroepen doden oppositieleider Abbas Koty in een vuurgevecht, waarna de regering in het hele land voor onbepaalde tijd een nachtelijk uitgaansverbod afkondigt.
  - 2002 - Herman Heinsbroek richt een eigen partij op, de Lijst Nieuwe Politiek (LNP).
  - 2012 - De regering van Rwanda dient bij de secretaris-generaal van de Verenigde Naties een klacht in over een VN-rapport waarin het Midden-Afrikaanse land ervan wordt beschuldigd rebellen in het oosten van de DR Congo te steunen.
  - 2022 - Giorgia Meloni en haar ministersploeg worden officieel beëdigd. Meloni is hiermee de nieuwe en tevens de eerste vrouwelijke premier van Italië.[3]
- Religie
  - 1844 - William Miller voorspelt dat de Wederkomst van Jezus op deze dag zou plaatsvinden. Toen de voorspelling niet uitkwam, leidde dit tot de "Great Disappointment" ("Grote Teleurstelling").[1]
- Sport
  - 1797 - Boven Parijs maakt André-Jacques Garnerin de eerste bekende parachutesprong.[1]
  - 1922 - Het Braziliaans voetbalelftal wint voor de tweede keer de Copa América door in de finale met 3-0 te winnen van titelhouder Paraguay.
  - 1930 - Oprichting van de amateurvoetbalclub SC Genemuiden.
  - 2017 - Memphis Depay maakt een hattrick voor Olympique Lyonnais in de met 5-0 gewonnen voetbalwedstrijd tegen Troyes AC.
  - 2021 - Het Nederlands vrouwenvoetbalelftal wint de WK-kwalificatiewedstrijd in en tegen Cyprus met 8-0.[4]
  - 2021 - Bij de Wereldkampioenschappen baanwielrennen in het Franse Roubaix wordt Jeffrey Hoogland wereldkampioen op de kilometer tijdrit. Sam Ligtlee wordt vijfde bij dit onderdeel.[5]
  - 2021 - Vincent Hoppezak legt beslag op het brons bij de Wereldkampioenschappen baanwielrennen in het Franse Roubaix op het onderdeel puntenkoers. De Fransman Benjamin Thomas is wereldkampioen en de Belg Kenny De Ketele pakt het zilver.[6]
  - 2021 - Maike van der Duin wordt negende bij de omnium op het Wereldkampioenschappen baanwielrennen in het Franse Roubaix. De Belgische Lotte Kopecky pakt het zilver en de Britse Katie Archibald grijpt de wereldtitel.[6]
  - 2022 - Wielrenster Marianne Vos verovert de Nederlandse titel in de nieuwe discipline gravelrijden.[7]
  - 2022 - De Nederlandse atlete Femke Bol wordt in Talinn (Estland) uitgeroepen tot Europees atlete van het jaar. De Belgische meerkampster Nafissatou Thiam en de Oekraïense hoogspringster Jaroslava Mahoetsjich grijpen naast de titel.[8]
  - 2023 - Formule 1 rijder Max Verstappen boekt op het circuit in Austin (Texas, Verenigde Staten) de 50e overwinning van zijn carrière. Verstappen heeft nu op de zege-ranglijst de inmiddels gestopte coureurs Alain Prost (51x) en Sebastian Vettel (53x) in zicht, terwijl Lewis Hamilton met tot nu toe 103 zeges de succesvolste coureur is.[9][10]
- Wetenschap en technologie
  - 1938 - Demonstratie van de xerografie door Chester Carlson.[1]
  - 1992 - NASA lanceert spaceshuttle Colombia voor missie STS-52. Aan boord is de LAGEOS-2 satelliet en een kleine container met asresten van Star Trek bedenker Gene Roddenberry.[11]
  - 2008 - India lanceert zijn eerste maansatelliet, de Chandrayaan-1. Het is een grote stap vooruit voor het ruimteprogramma van het in Bangalore gevestigde Indian Space Research Organisation (ISRO). De missie bestaat uit een ruimtevaartuig dat rond de Maan gaat draaien en een sonde die gemaakt is om op de Maan in te slaan.[12][13]
  - 2009 - Het besturingssysteem Windows 7 van Microsoft komt uit.[1]
  - 2022 - Lancering van een GSLV Mk III raket (Geosynchronous Satellite Launch Vehicle Mk III) van ISRO, vanaf Satish Dhawan Space Centre voor de OneWeb#14 missie met 36 communicatiesatellieten die deel gaan uitmaken van de OneWeb constellatie.[14][15]
  - 2022 - Lancering van een Sojoez 2.1b raket vanaf Vostotsjny Kosmodroom 1S voor de Goniets-M33, Goniets-M34, Goniets-M35 & Skif-D missie met 4 communicatiesatellieten. Goniets-M33-35 kunnen informatie opvangen van een grondstation, bewaren, en versturen naar een ander grondstation. Skif-D is voor breedband internet en gaat deel uitmaken van de Skif constellatie en het Sphere programma.[16]
  - 2022 - In Bunne in de Nederlandse provincie Drenthe wordt een geelbrauwgors gezien. Het is voor het eerst in veertig jaar dat deze zeldzame vogel die vooral in Siberië leeft in Nederland wordt waargenomen.[17]
  - 2023 - Lancering van een Falcon 9 raket van SpaceX vanaf Kennedy Space Center Lanceercomplex 40 voor de Starlink group 6-24 missie met 23 Starlink satellieten.[18]

## Geboren

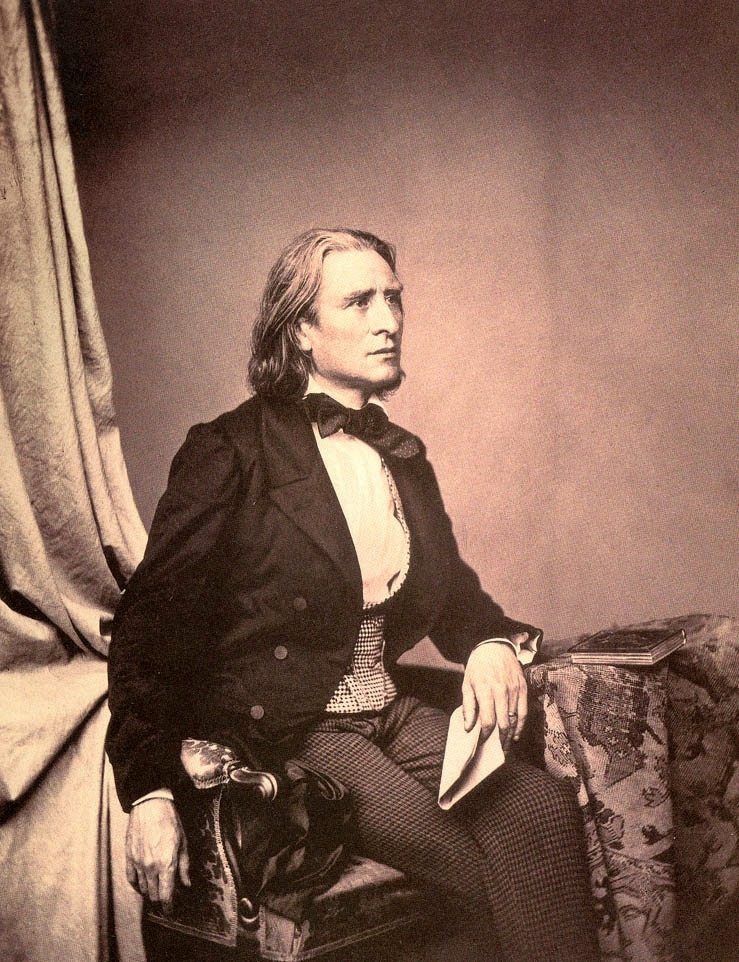
Franz Liszt,
geboren in 1811

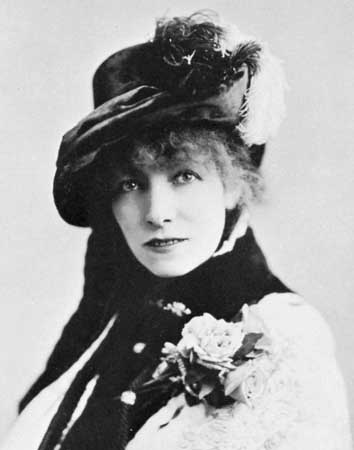
Sarah Bernhardt,
geboren in 1844

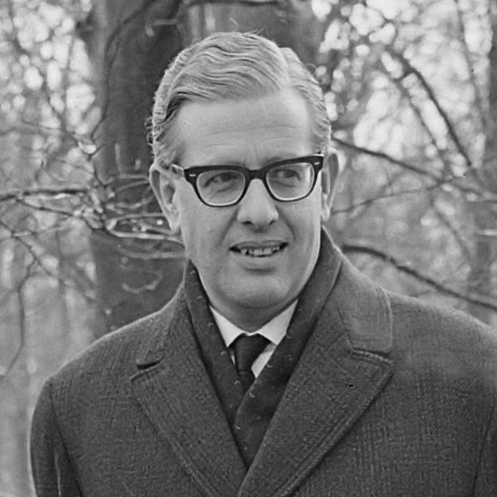
Arie Klapwijk,
geboren in 1921

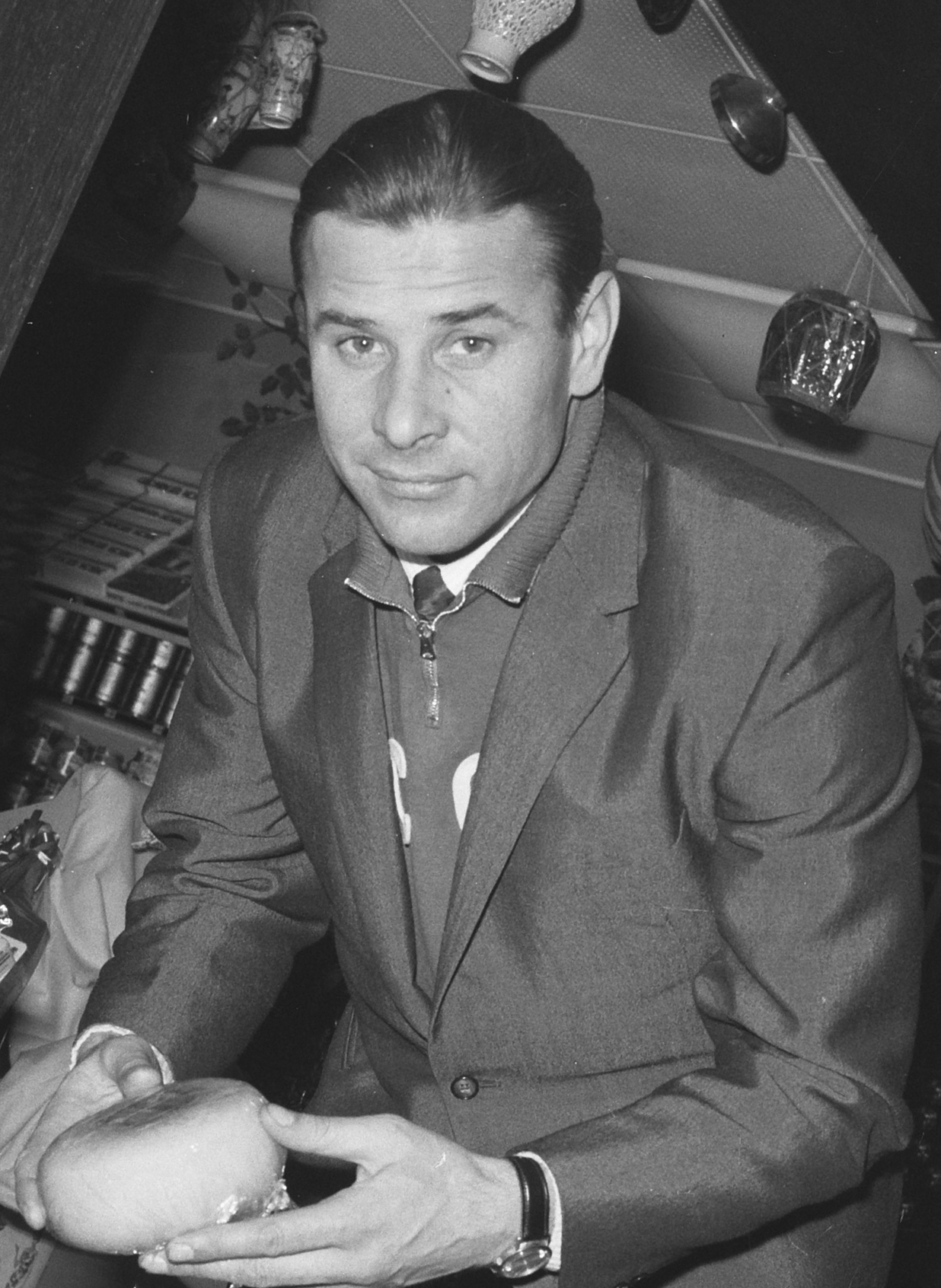
Lev Jasjin,
geboren in 1929

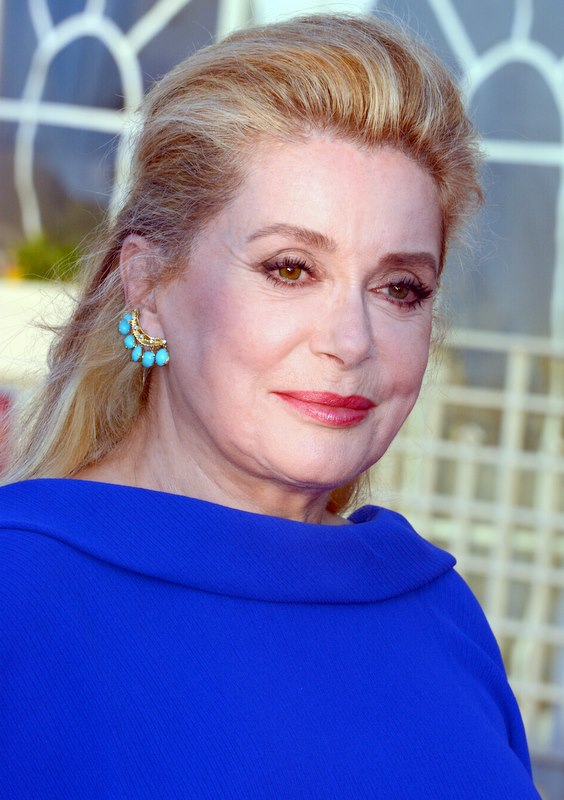
Catherine Deneuve,
geboren in 1943

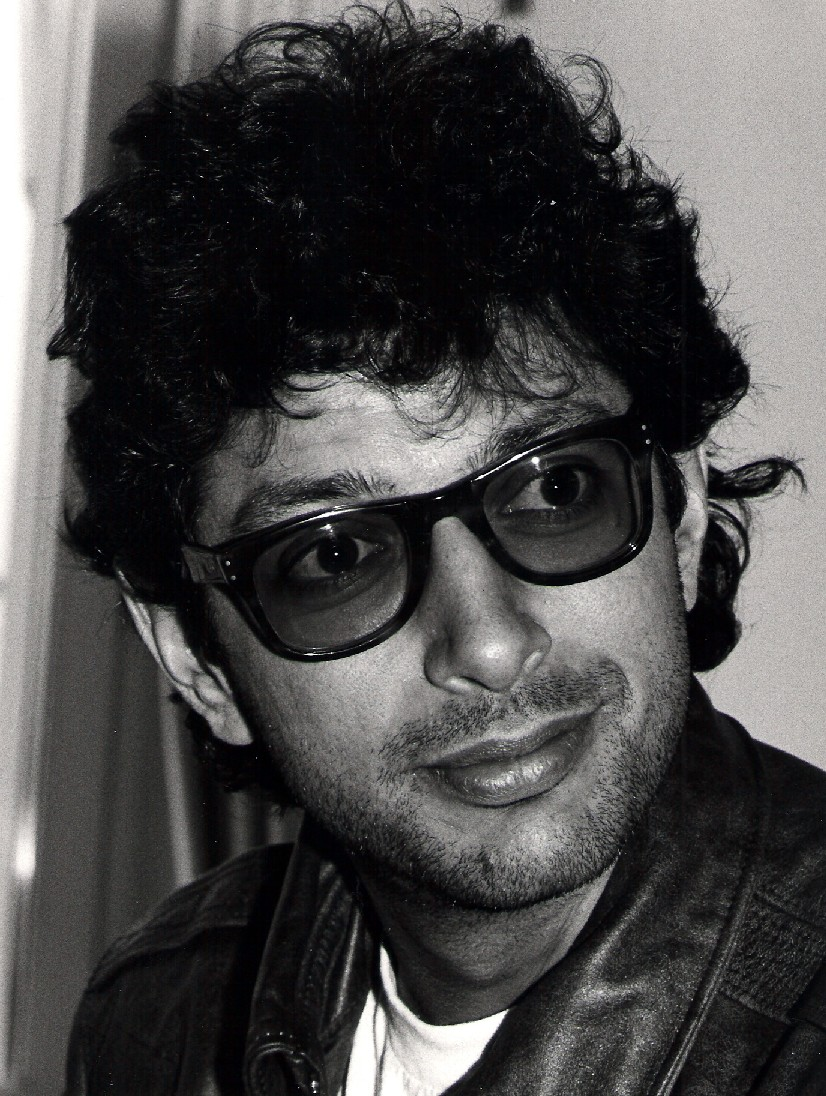
Jeff Goldblum,
geboren in 1952

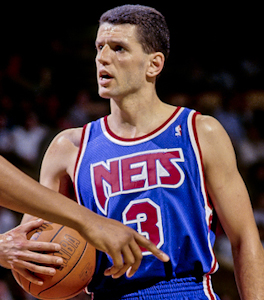
Dražen Petrović,
geboren in 1964

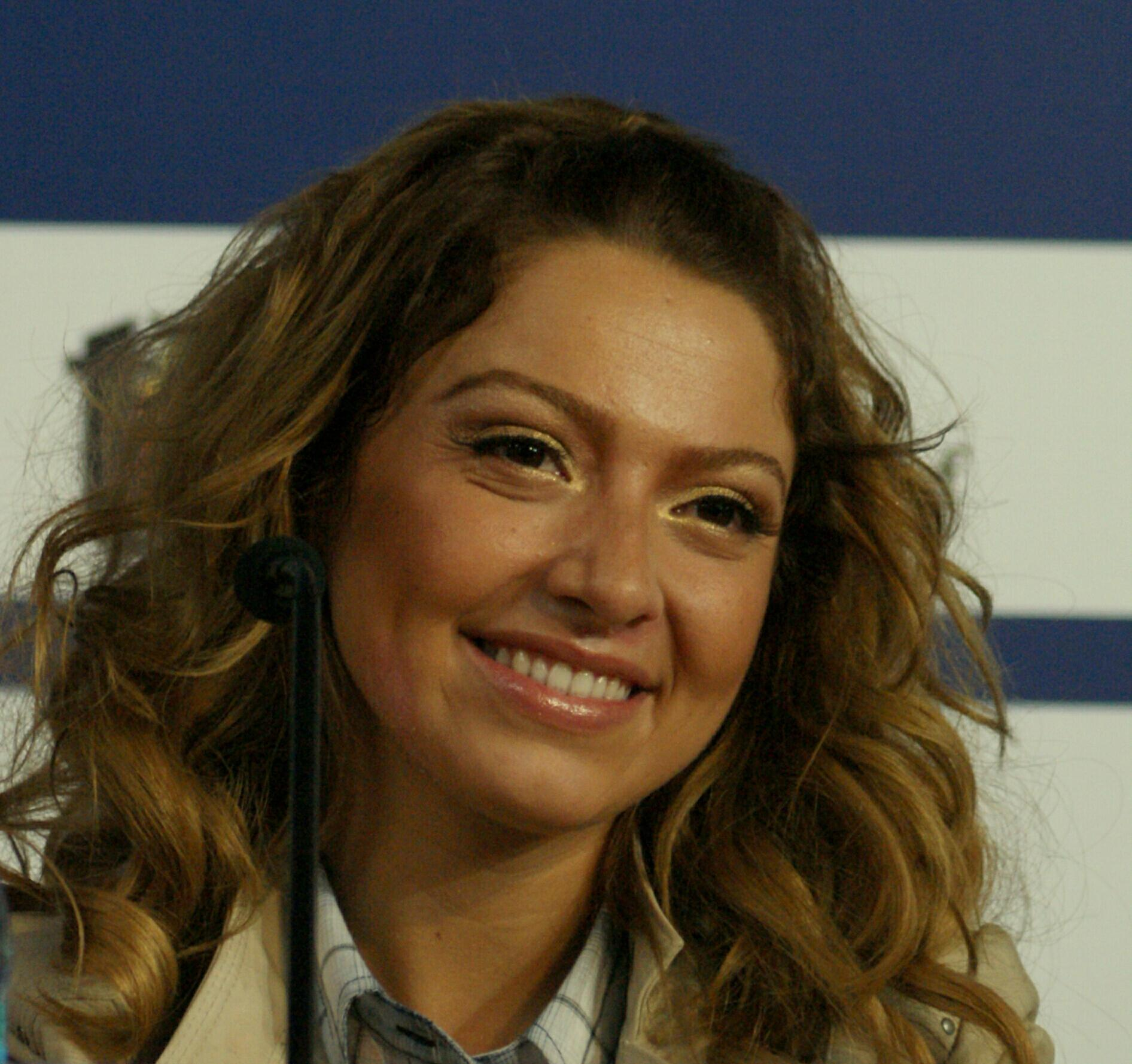
Hadise Açıkgöz,
geboren in 1985

- 1648 - Aleijda Wolfsen, Nederlands schilderes (overleden 1692)
- 1749 - Cornelis van der Aa, Nederlands boekhandelaar en schrijver (overleden 1815)
- 1749 - Theodorus van Kooten, Nederlands politicus (overleden 1813)
- 1783 - Constantine Rafinesque-Schmaltz, Amerikaans homo universalis (overleden 1840)
- 1811 - Franz Liszt, Oostenrijks-Hongaars componist (overleden 1886)
- 1819 - Frederik Nicolaas Nieuwenhuijzen, bestuurder in Nederlands-Indië (overleden 1892)
- 1844 - Sarah Bernhardt, Frans actrice (overleden 1923)
- 1844 - Margaret Forrest, botanisch verzamelaarster en illustratrice (overleden 1929)
- 1847 - Koos de la Rey, Zuid-Afrikaans generaal (overleden 1914)
- 1858 - Edmond Fleutiaux, Frans militair en entomoloog (overleden 1951)
- 1866 - E. Phillips Oppenheim, Engels schrijver (overleden 1946)
- 1870 - Alfred Douglas, partner van de Britse schrijver Oscar Wilde (overleden 1945)
- 1870 - Johan Ludwig Mowinckel, Noors politicus (overleden 1943)
- 1875 - David van Embden, Nederlands politicus (overleden 1962)
- 1880 - Charles Buchwald, Deens voetballer (overleden 1951)
- 1898 - Dámaso Alonso, Spaans dichter (overleden 1990)
- 1899 - Jan Marginus Somer, Nederlands militair en verzetsstrijder (overleden 1979)
- 1904 - Constance Bennett, Amerikaans actrice (overleden 1965)
- 1905 - Manuel Ferreira, Argentijns voetballer (overleden 1983)
- 1905 - Karl Jansky, Amerikaans natuurkundige (overleden 1950)
- 1906 - Kees van Baaren, Nederlands componist en muziekleraar (overleden 1970)
- 1907 - Hans Bockkom, Duits-Nederlands wielrenner (overleden 1981)
- 1911 - Jaak De Voght, Belgisch acteur en cabaretier (overleden 1979)
- 1913 - Robert Capa, Hongaars-Amerikaans fotograaf (overleden 1954)
- 1916 - Wolfgang Römer, Duits militair (overleden 1943)
- 1917 - Joan Fontaine, Amerikaans actrice (overleden 2013)
- 1917 - Johnnie Tolan, Amerikaans autocoureur (overleden 1986)
- 1919 - Doris Lessing, Brits schrijver (overleden 2013)
- 1919 - Dé Stoop, Nederlands sportbestuurder (overleden 2007)
- 1920 - Timothy Leary, Amerikaans psycholoog en schrijver (overleden 1996)
- 1921 - Georges Brassens, Frans chansonnier (overleden 1981)
- 1921 - Arie Klapwijk, Nederlands revalidatiearts (overleden 2008)
- 1922 - Ton Lensink, Nederlands acteur en tv-regisseur (overleden 1997)
- 1922 - Juan Carlos Lorenzo, Argentijns voetballer (overleden 2001)
- 1922 - Harald van der Straaten, Nederlands schrijver (overleden 2022)
- 1923 - Bert Trautmann, Duits voetbaldoelman (overleden 2013)
- 1924 - Shigeru Oda, Japans oceaanrechtgeleerde en rechter
- 1924 - Babs van Wely, Nederlands illustratrice (overleden 2007)
- 1925 - Karel Jansen, Nederlands voetballer (overleden 2008)
- 1925 - Robert Rauschenberg, Amerikaans modern kunstenaar (overleden 2008)
- 1928 - Nelson Pereira dos Santos, Braziliaans filmregisseur (overleden 2018)
- 1929 - Lev Jasjin, Russisch voetbaldoelman (overleden 1990)
- 1931 - Richard Schoonhoven, Nederlands journalist en omroepbestuurder (overleden 2024)
- 1933 - Donald Peterson, Amerikaans ruimtevaarder (overleden 2018)
- 1934 - Frans Verheeke, Belgisch bankier en politicus (overleden 2023)
- 1935 - Karel Anthierens, Belgisch journalist, redacteur en bestuurder (overleden 2022)
- 1936 - Cees van Drongelen, Nederlands radio- en tv-presentator (overleden 2021)
- 1938 - Derek Jacobi, Brits acteur
- 1938 - Christopher Lloyd, Amerikaans acteur
- 1939 - George Cohen, Engels voetballer (overleden 2022)
- 1939 - Suzy McKee Charnas, Amerikaans sciencefiction- en fantasyschrijfster (overleden 2023)
- 1939 - Tony Roberts Amirikaans acteur (overleden 2025)
- 1941 - Evaristo Carvalho, Santomees politicus (overleden 2022)
- 1941 - Stanley Mazor, Amerikaans computeringenieur
- 1942 - Annette Funicello, Amerikaans actrice (overleden 2013)
- 1943 - Jan de Bont, Nederlands filmregisseur
- 1943 - Allen Coage, Amerikaans judoka en professioneel worstelaar (overleden 2007)
- 1943 - Catherine Deneuve, Frans actrice
- 1943 - Robert Long, Nederlands zanger, cabaretier, columnist en tv-presentator (overleden 2006)
- 1943 - Wolfgang Thierse, Duits politicus
- 1944 - Voltaire Gazmin, Filipijns minister en generaal
- 1944 - Joos Truijen, Nederlands burgemeester (overleden 2024)
- 1945 - Leslie West (Leslie Weinstein), Amerikaans muzikant (Mountain) (overleden 2020)
- 1946 - Frank Grillaert, Belgisch atleet (overleden 2023)
- 1946 - Dick Klaverdijk, Nederlands politicus en burgemeester (overleden 2020)
- 1947 - Godfrey Chitalu, Zambiaans voetbalspeler (overleden 1993)
- 1948 - Franky Douglas Nederlands jazz-gitarist en componist
- 1948 - Francine Peyskens, Belgisch atlete
- 1948 - Lévi Weemoedt, Nederlands schrijver en dichter
- 1949 - Stiv Bators, Amerikaans zanger, componist en gitarist (overleden 1990)
- 1949 - Pol Goossen, Belgisch acteur
- 1949 - Arsène Wenger, Frans voetballer en voetbalcoach
- 1950 - Viktor Zvjahintsev, Oekraïens voetballer (overleden 2022)
- 1952 - Jappe Claes, Belgisch acteur
- 1952 - Jeff Goldblum, Amerikaans acteur
- 1953 - Roy Ristie, Surinaams-Nederlands presentator en politicus (overleden 2021)
- 1955 - Lothar Hause, Oost-Duits voetballer
- 1955 - Dany Verstraeten, Belgisch journalist
- 1956 - Bart Klever, Nederlands acteur en regisseur
- 1958 - Tomi Jalo, Fins voetballer (overleden 2009)
- 1960 - Harrie Smeets, Nederlands r.k. bisschop (overleden 2023)
- 1961 - Philippe Decouflé, Frans choreograaf, danser en toneelregisseur
- 1961 - Geert Jan van Oldenborgh, Nederlands klimatoloog en natuurkundige (overleden 2021)
- 1962 - Andrea Kruis, Nederlands striptekenaar, illustrator en schrijfster
- 1962 - Peter Vanvelthoven, Belgisch politicus
- 1963 - Brian Boitano, Amerikaans kunstschaatser
- 1964 - Craig Levein, Schots voetballer en voetbalcoach
- 1964 - Dražen Petrović, Kroatisch basketballer (overleden 1993)
- 1965 - Lotte Feder, Deens zangeres en presentatrice
- 1965 - Lindita Nikolla, Albanees politica
- 1966 - Keoki, Salvadoraans dj
- 1967 - Rita Guerra, Portugees zangeres
- 1968 - George Arrendell, Belgisch acteur
- 1968 - Virginijus Baltušnikas, Litouws voetballer
- 1968 - Bart de Block, Belgisch danser
- 1968 - Shaggy, Amerikaans-Jamaicaans muzikant
- 1969 - Helmut Lotti, Belgisch zanger
- 1970 - Winston Bogarde, Nederlands voetballer
- 1970 - Javier Milei, Argentijns president sinds 2023
- 1971 - Amanda Coetzer, Zuid-Afrikaans tennisster
- 1971 - Tomislav Erceg, Kroatisch voetballer
- 1971 - Mitchell van der Gaag, Nederlands voetballer
- 1971 - José Manuel Martínez, Spaans atleet
- 1972 - Saffron Burrows, Brits actrice
- 1973 - D'Lo Brown, Amerikaans professioneel worstelaar
- 1973 - Carmen Ejogo, Brits-Amerikaans actrice
- 1973 - Fleur van de Kieft, Nederlands hockeyster
- 1973 - Mark van der Zijden, Nederlands zwemmer
- 1974 - Johnson Huang, Taiwanees autocoureur
- 1974 - Lasse Karjalainen, Fins voetballer
- 1975 - Martin Prázdnovský, Slowaaks wielrenner
- 1975 - Melchior Schoenmakers, Nederlands voetballer
- 1975 - Stive Vermaut, Belgisch wielrenner (overleden 2004)
- 1976 - Luke Adams, Australisch atleet
- 1977 - Grit Jurack, Duits handballer
- 1979 - Martijn Dambacher, Nederlands schaker
- 1979 - Arjen Lubach, Nederlands schrijver en cabaretier
- 1979 - Donieber Alexander Marangon, Braziliaans voetbaldoelman
- 1981 - Olivier Pla, Frans autocoureur
- 1982 - Melinda Czink, Hongaars tennisster
- 1982 - Mark Renshaw, Australisch wielrenner
- 1984 - Mikkel Thygesen, Deens voetballer
- 1985 - Óscar Alberto Díaz, Boliviaans voetballer
- 1985 - Hadise Açıkgöz, Belgisch zangeres
- 1985 - Rachna David, Noors dartster
- 1985 - Rohit David, Noors darter
- 1985 - Zachary Hanson, Amerikaans artiest (Hanson)
- 1986 - Lennart Stekelenburg, Nederlands zwemmer
- 1987 - Tiki Gelana, Ethiopisch atlete
- 1989 - Chantal Blaak, Nederlands wielrenster
- 1989 - Piero Codia, Italiaans zwemmer
- 1989 - Omar Visintin, Italiaans snowboarder
- 1990 - Jonathan Lipnicki, Amerikaans acteur
- 1991 - Kevin Kleveros, Zweeds autocoureur
- 1991 - Marlou van Rhijn, Nederlands paralympisch atlete
- 1992 - 21 Savage (Shéyaa Bin Abraham-Joseph), Brits-Amerikaans rapper
- 1992 - Rubén Pardo, Spaans voetballer
- 1992 - Clément Sordet, Frans golfspeler
- 1992 - Sofia Vassilieva, Amerikaans actrice
- 1993 - Gaël Bigirimana, Burundees voetballer
- 1993 - Sarah Moore, Brits autocoureur
- 1994 - Michele Beretta, Italiaans autocoureur
- 1995 - Saidy Janko, Zwitsers voetballer
- 1995 - Arno Kamminga, Nederlands zwemmer
- 1996 - Nick Doodeman, Nederlands voetballer
- 1996 - Naomi van Es, Nederlands actrice
- 1996 - Maureen Herremans, Nederlands atlete
- 1996 - Mason Holgate, Engels voetballer
- 1996 - Johannes Høsflot Klæbo, Noors langlaufer
- 1996 - Jelle Johannink, Nederlands wielrenner
- 1996 - Matías Nahuel, Spaans-Argentijns voetballer
- 1996 - Harley Windsor, Australisch kunstschaatser
- 1997 - Eli Iserbyt, Belgisch veldrijder
- 1998 - Ianis Hagi, Roemeens voetballer
- 1998 - Paige Madden, Amerikaans zwemster
- 1998 - Roddy Ricch, Amerikaans rapper
- 1998 - Harry Souttar, Australisch-Schots voetballer
- 1999 - Jalen Pickett, Amerikaans basketballer
- 1999 - Yana Vastavel, Belgisch acrogymnaste
- 2002 - Johann Lepenant, Frans voetballer
- 2004 - Pieter Gabriel, Nederlands dj en producer

## Overleden

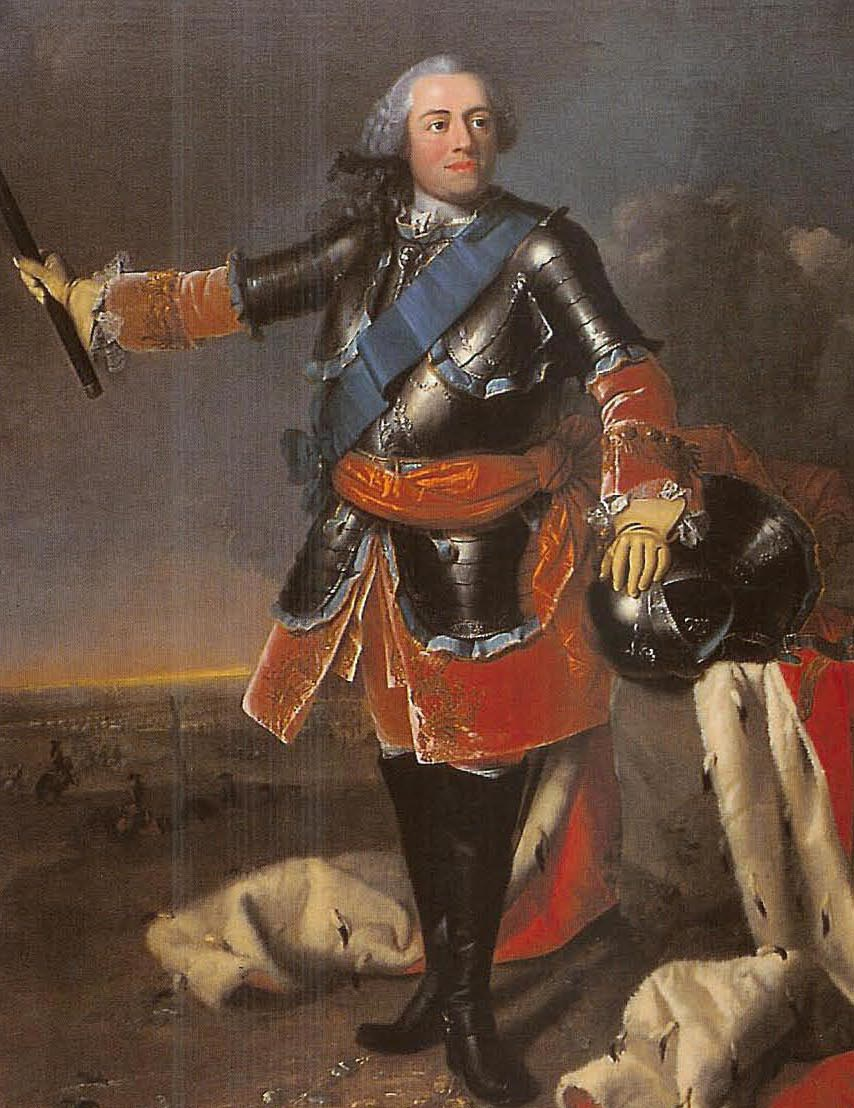
Willem IV van Oranje-Nassau,
overleden in 1751

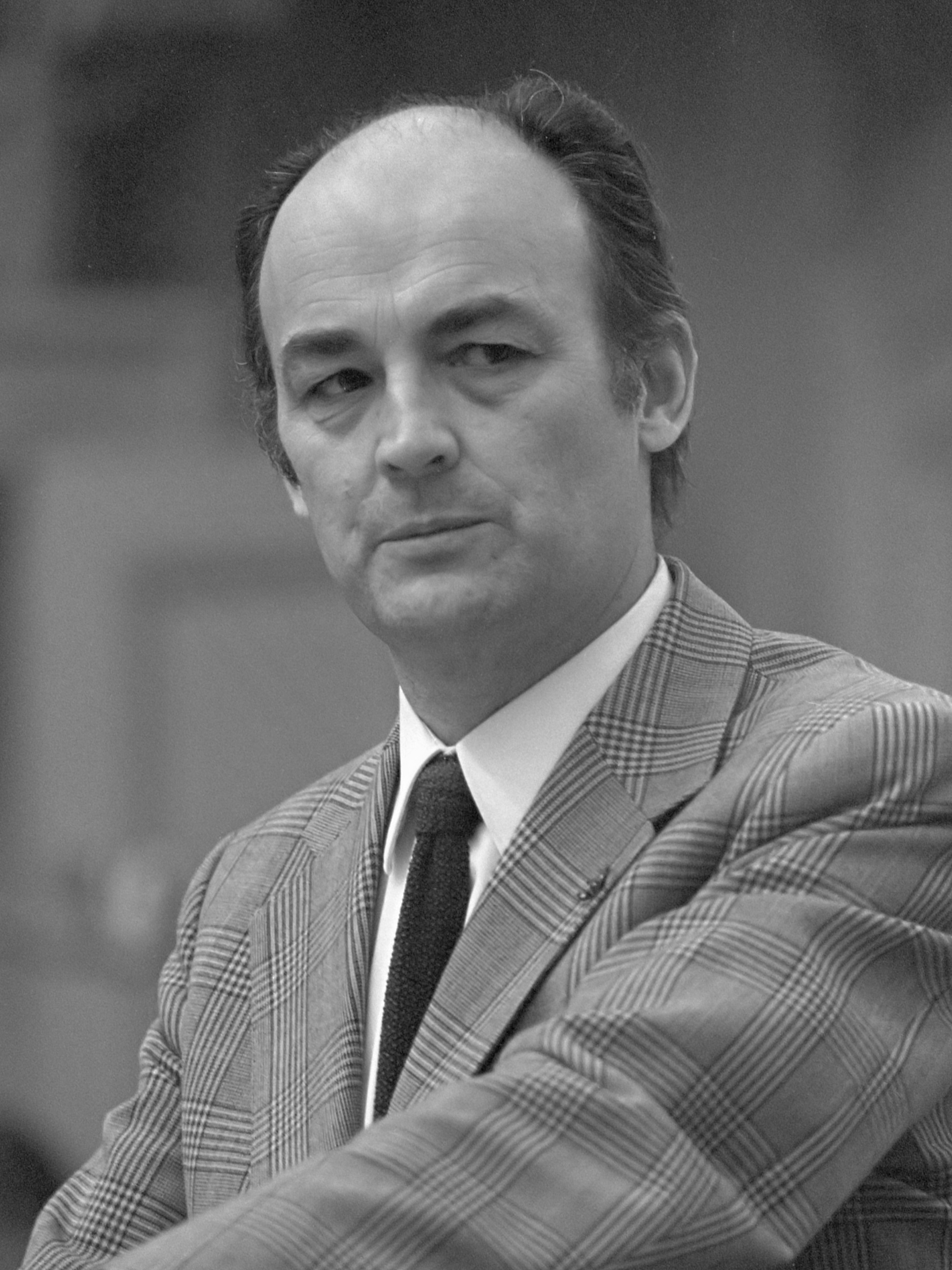
Willem Aantjes,
overleden in 2015

- 472 - Olybrius (?), Romeins keizer
- 741 - Karel Martel (ca. 52), Frankisch staatsman
- 1383 - Ferdinand I van Portugal (37), koning van Portugal
- 1751 - Willem IV van Oranje-Nassau (40), Prins van Oranje en Graaf van Nassau
- 1764 - Jean-Marie Leclair (67), Frans componist en violist
- 1822 - Ernst Casimir van Oranje-Nassau (5 maanden), prins der Nederlanden
- 1859 - Louis Spohr (75), Duits violist, componist en dirigent
- 1901 - Alfred Ronner (49), Belgisch kunstenaar
- 1906 - Paul Cézanne (67), Frans impressionistisch schilder
- 1929 - Mikael Pedersen (73), Deens uitvinder
- 1933 - Berten Fermont (22), Belgisch dienstweigeraar
- 1936 - Arthur Augustus Zimmerman (67), Amerikaans wielrenner
- 1942 - Sybren Tulp (51), Nederlands militair
- 1948 - August Hlond (67), Pools geestelijke
- 1949 - Agne Holmström (55), Zweeds atleet
- 1957 - Bok de Korver (74), Nederlands voetballer
- 1964 - Khawaja Nazimuddin (70), Pakistaans politicus
- 1973 - Pablo Casals (96), Spaans cellist en dirigent
- 1977 - Julien Delbecque (74), Belgisch wielrenner
- 1978 - Betsy Huitema-Kaiser (84), Nederlands beeldend kunstenares
- 1978 - Conno Mees (84), Nederlands uitgever
- 1981 - David Burghley (76), Engels politicus en atleet
- 1984 - Cegerxwîn (80), Koerdisch dichter
- 1987 - Lino Ventura (69), Frans-Italiaans acteur
- 1993 - Jiří Hájek (80), Tsjecho-Slowaaks politicus, diplomaat en hoogleraar
- 1993 - Innes Ireland (73), Schots autocoureur
- 1993 - Frans Van den Brande (81), Belgisch hoorspelacteur
- 1995 - Sir Kingsley Amis (73), Brits schrijver
- 1995 - Mary Wickes (85), Amerikaans actrice
- 2002 - Koningin Geraldina van Albanië (87)
- 2003 - Hans Ras (77), Nederlands taalkundige
- 2004 - Fred Velle (56), Nederlands acteur
- 2005 - Arman (76), Frans-Amerikaans kunstenaar
- 2005 - David Clapham (74), Zuid-Afrikaans autocoureur
- 2005 - Franky Gee (43), Amerikaans zanger
- 2006 - Choe Gyuha (87), Zuid-Koreaans politicus
- 2006 - Gerrit Uittenbosch (70), Nederlands voetballer
- 2007 - Wim Bos (79), Nederlands schilder
- 2007 - Ève Curie (102), Frans schrijfster
- 2009 - Pierre Chaunu (86), Frans historicus
- 2009 - Luther Dixon (78), Amerikaans songwriter en producer
- 2011 - Sultan bin Abdoel Aziz al-Saoed (83), Saoedisch kroonprins en minister van Defensie
- 2012 - Russell Means (73), Indiaans acteur en activist
- 2012 - Gabrielle Roth (71), Amerikaans muzikant, auteur, danser, filosoof en theatermaker
- 2013 - Kadir Özcan (61), Turks voetballer en voetbaltrainer
- 2015 - Willem Aantjes (92), Nederlands politicus
- 2016 - Cor Aafjes (92), Nederlands atlete
- 2016 - Antoon Postma (87), Nederlands antropoloog en paleograaf
- 2016 - Frans Tutuhatunewa (93), president in ballingschap van de Republiek der Zuid-Molukken
- 2017 - Atle Hammer (85), Noors jazztrompettist en bugelist
- 2017 - George Young (70), Australisch popmuzikant en -producer
- 2018 - Boris Kokorev (59), Russisch schutter
- 2018 - Eugene Peterson (85), Amerikaans theoloog
- 2018 - José Varacka (86), Argentijns voetballer en voetbalcoach
- 2019 - Greetje Galliard (92), Nederlands zwemster
- 2019 - Gustav Gerneth (114), Duits supereeuweling, in 2019 de oudste man ter wereld
- 2019 - Til Gardeniers-Berendsen (94), Nederlands politica en minister
- 2019 - Marieke Vervoort (40), Belgisch paralympisch sportster
- 2019 - Ramon Zupko (86), Amerikaans componist en muziekpedagoog
- 2021 - Peter Scolari (66), Amerikaans acteur, filmregisseur en filmproducent
- 2021 - Vjatsjeslav Vedenin (80), Russisch langlaufer
- 2022 - Leszek Engelking (67), Pools vertaler, dichter, essayist en schrijver
- 2022 - Rabi Koria (34), Nederlands-Syrische kunstschilder
- 2022 - John Lilipaly (79), Nederlands politicus
- 2022 - Dietrich Mateschitz (78), Oostenrijks ondernemer en mede-oprichter van Red Bull
- 2024 - Gustavo Gutiérrez (96), Peruaans priester en theoloog
- 2024 - Lynda Obst (74), Amerikaans film- en televisieproducente en schrijfster

## Viering/herdenking
- Internationale Caps Lockdag
- Rooms-Katholieke kalender:

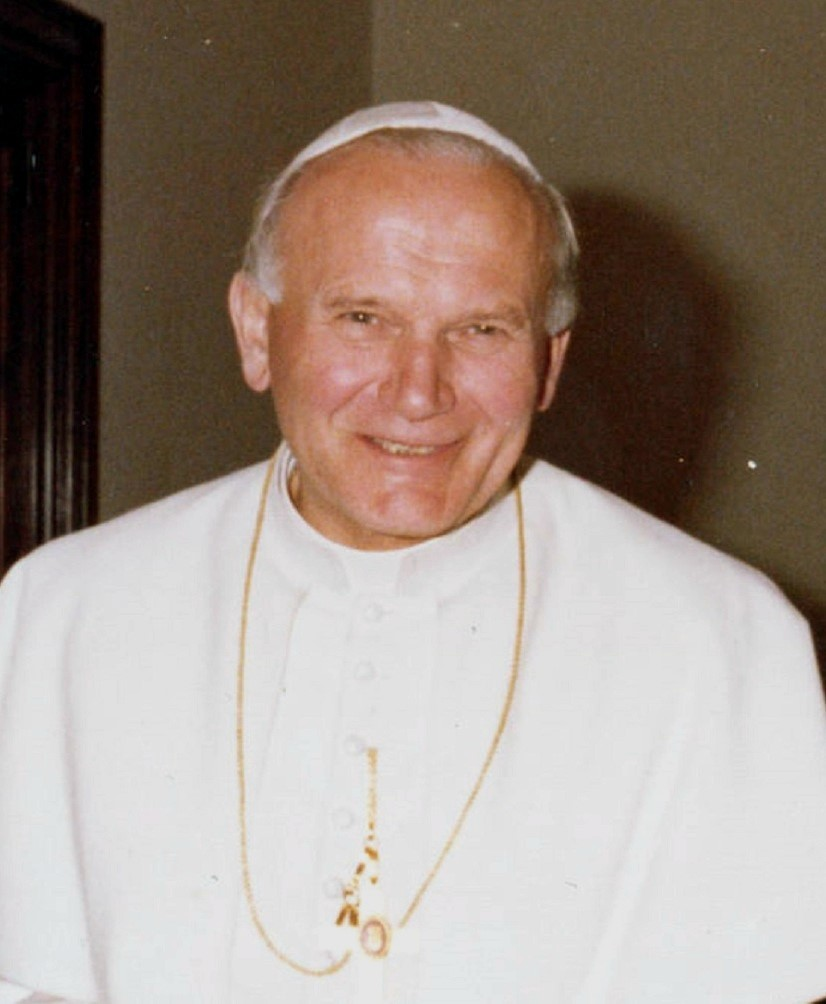
paus Johannes Paulus II

  - Kerkwijdingsfeest van de eigen kerk (enkel voor de Belgische kerkprovincie en indien de historische verjaardag niet gevierd wordt).
  - Heilige paus Johannes Paulus II († 2005) - Vrije gedachtenis
  - Heilige Abercius van Hieropolis († c. 167)
  - Heilige Alodia (van Huesca) († 851)
  - Heilige Maria Salomé († 1e eeuw)
  - Heilige Melanius († c. 314)
  - Heilige Cordula van Keulen († c. 453)
  - Heilige Modéran van Rennes († c. 730)
  - Heilige Donatus van Fiesoli († 874)
  - Heiligen Nunilo en Alodia van Huesca († 851)

## Weerextremen

### Nederland
| | Officiële records | Officiële records | Officiële records |      | Landelijke records | Landelijke records | Landelijke records                       |
| Gebeurtenis | Jaar              | Extreem           | Locatie           | Jaar | Extreem            | Locatie            |                                          |
| --- | ----------------- | ----------------- | ----------------- | ---- | ------------------ | ------------------ | ---------------------------------------- |
| Laagste etmaalgemiddelde temperatuur (°C) | 1916              | 1,8               | De Bilt           |      | 2003               | 1,5                | Nieuw Beerta                             |
| Hoogste etmaalgemiddelde temperatuur (°C) | 1989              | 17,7              | De Bilt           |      | 1989               | 18,6               | Twenthe                                  |
| Laagste minimumtemperatuur (°C) | 1920              | −4,1              | De Bilt           |      | 1920               | −4,5               | Eelde                                    |
| Hoogste minimumtemperatuur (°C) | 1998              | 14,2              | De Bilt           |      | 1998 2013          | 14,9               | Valkenburg ZH Vlissingen, Wilhelminadorp |
| Laagste maximumtemperatuur (°C) | 1905              | 6,9               | De Bilt           |      | 1926               | 4,1                | Maastricht                               |
| Hoogste maximumtemperatuur (°C) | 2012              | 22,0              | De Bilt           |      | 2013               | 23,1               | Ell                                      |
| Hoogste uurgemiddelde windsnelheid (m/s) | 1911              | 14,4              | De Bilt           |      | 1911               | 20,1               | Vlissingen                               |
| Hoogste windstoot (m/s) | 1954              | 19,5              | De Bilt           |      | 2014               | 29,0               | Vlieland                                 |
| Langste zonneschijnduur (uur) | 1990              | 9,6               | De Bilt           |      | 1990 1997          | 9,7                | Twenthe Arcen, Maastricht                |
| Langste neerslagduur (uur) | 2017              | 11,8              | De Bilt           |      | 1986               | 17,7               | Maastricht                               |
| Hoogste etmaalsom van de neerslag (mm) | 1981              | 22,7              | De Bilt           |      | 1986               | 40,2               | Maastricht                               |
| Laagste etmaalgemiddelde relatieve vochtigheid (%) | 1990              | 60                | De Bilt           |      | 1990               | 55                 | Gilze-Rijen                              |
| Laagste uurwaarde luchtdruk op zeeniveau (hPa) | 2002              | 982,6             | De Bilt           |      | 2002               | 980,9              | Vlieland                                 |
| Hoogste uurwaarde luchtdruk op zeeniveau (hPa) | 1983              | 1041,4            | De Bilt           |      | 1983               | 1041,7             | Rotterdam, Soesterberg                   |
| Officiële records worden altijd gemeten op het KNMI-weerstation in De Bilt. Landelijke records kunnen worden gemeten op elk officieel KNMI-weerstation in Nederland. |                   |                   |                   |      |                    |                    |                                          |

Uitzonderlijke gebeurtenissen
- 1906 - Laatste landelijke warme dag van het jaar gemeten in Maastricht (maximumtemperatuur ≥ 20 °C op een officieel weerstation)
- 1907 - Laatste officiële zachte dag van het jaar (maximumtemperatuur ≥ 15 °C in De Bilt)
- 1911 - Laatste officiële zachte dag van het jaar (maximumtemperatuur ≥ 15 °C in De Bilt)
- 1932 - Laatste officiële zachte dag van het jaar (maximumtemperatuur ≥ 15 °C in De Bilt)
- 1946 - Laatste officiële zachte dag van het jaar (maximumtemperatuur ≥ 15 °C in De Bilt)
- 1959 - Laatste officiële zachte dag van het jaar (maximumtemperatuur ≥ 15 °C in De Bilt)
- 1967 - Laatste officiële zachte dag van het jaar (maximumtemperatuur ≥ 15 °C in De Bilt)
- 1983 - Officieel maandrecord hoogste uurwaarde luchtdruk op zeeniveau in hPa van oktober gemeten in De Bilt: 1041,4
- 1983 - Landelijk maandrecord hoogste uurwaarde luchtdruk op zeeniveau in hPa van oktober gemeten in Rotterdam en Soesterberg: 1041,7
- 1989 - Laatste officiële warme dag van het jaar (maximumtemperatuur ≥ 20 °C in De Bilt)
- 2012 - Laatste officiële warme dag van het jaar (maximumtemperatuur ≥ 20 °C in De Bilt)
- 2013 - Laatste officiële warme dag van het jaar (maximumtemperatuur ≥ 20 °C in De Bilt)

### België
Dagrecords
- 1890 - Laagste etmaalgemiddelde temperatuur 2,6 °C
- 1989 - Hoogste etmaalgemiddelde temperatuur 17,5 °C
- 1908 - Laagste minimumtemperatuur −2,1 °C
- 2012 - Hoogste maximumtemperatuur 24,5 °C
- 1974 - Hoogste etmaalsom van de neerslag 31,7 mm

Uitzonderlijke gebeurtenissen
- 1905 - 3 cm sneeuw in Hockai (Stavelot).
- 1931 - Minimumtemperatuur tot −5,9 °C in Wardin (Bastenaken).
- 2012 - De temperatuur loopt op tot maximaal 25,4 °C in Bornem en Dilbeek.

<< · 1 · 2 · 3 · 4 · 5 · 6 · 7 · 8 · 9 · 10 · 11 · 12 · 13 · 14 · 15 · 16 · 17 · 18 · 19 · 20 · 21 · 22 · 23 · 24 · 25 · 26 · 27 · 28 · 29 · 30 · 31 · >>